# Lidija Freimane
Lidija Freimane   (Donduşeni, 6 de març de 1920 - Riga, 18 de gener de 1992) va ser una actriu letona, considerada una de les més grans actrius letones del segle xx. Freimane va rebre dues vegades el Premi Stalin i va rebre el títol honorífic d’Artista del Poble de l'URSS.